# (58165) 1990 HQ5
(58165) 1990 HQ5 – planetoida z pasa głównego asteroid okrążająca Słońce w ciągu 3 lat i 131 dni w średniej odległości 2,24 j.a. Została odkryta 29 kwietnia 1990 roku w Obserwatorium Siding Spring przez Michaela Irwina i Annę Żytkow. Nazwa planetoidy jest oznaczeniem tymczasowym.